# デスピナ (衛星)
デスピナ (Neptune V Despina) は、海王星の第5衛星である。

## 発見と命名
デスピナは、惑星探査機ボイジャー2号が海王星をフライバイした際に撮影された画像の中から、1989年7月に発見された。発見はガラテア、ラリッサの発見と合わせて同年8月2日の国際天文学連合のサーキュラーで公表され、「5日間に渡って10枚の画像を捉えた」とだけ報告されており、7月28日以前のいずれかの段階で発見されたとみられる。これに伴い、S/1989 N 3 という仮符号が与えられた。
その後1991年9月16日に、ギリシア神話のポセイドーンの娘であるニンフに因んで命名され、Neptune V という確定番号が与えられた。ポセイドーンはローマ神話におけるネプトゥーヌス (ネプチューン) に相当する海の神である。

## 特徴

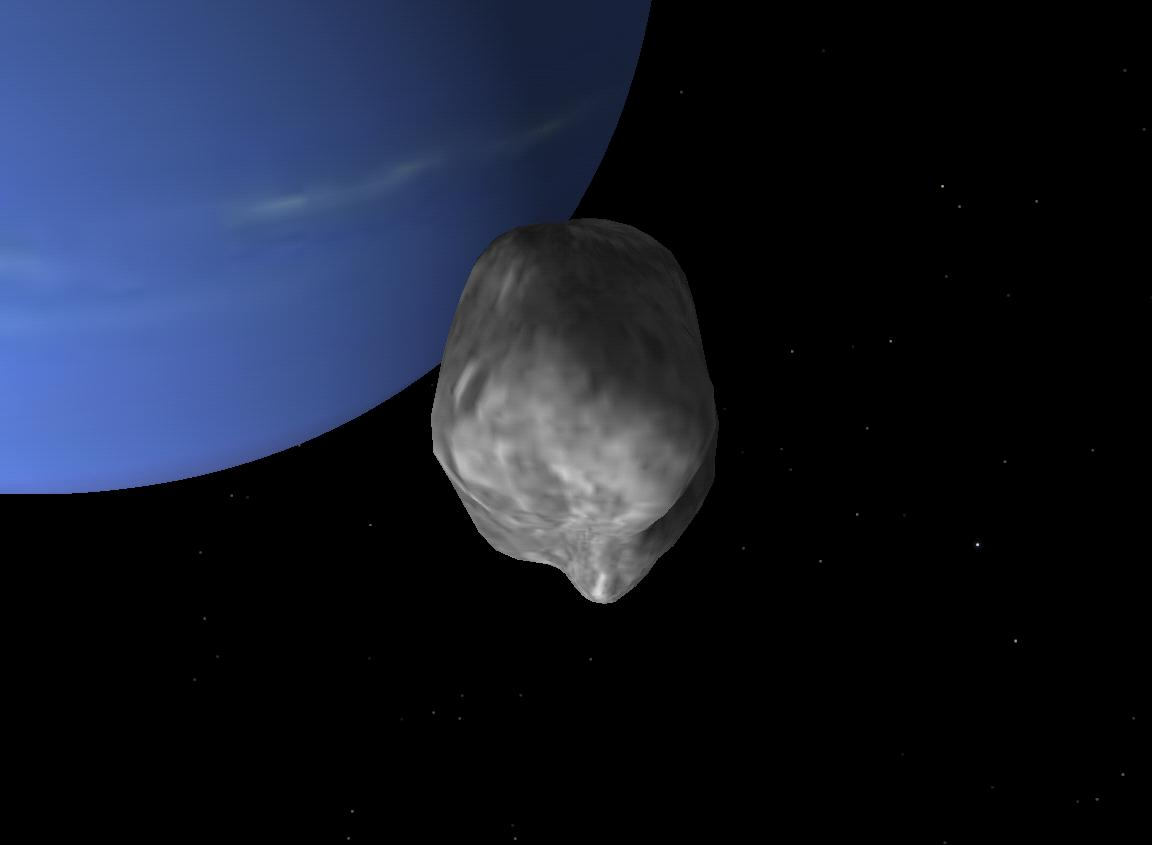
海王星を公転するデスピナのCG。

デスピナは海王星の衛星の中で3番目に海王星に近い軌道を公転する衛星である。デスピナは不規則な形状をしており、地質学的に変化を起こした兆候は見られない。他の衛星と同じく、トリトンが海王星によって非常に軌道離心率が大きい軌道に捕獲された直後の摂動によって破壊されたかつての海王星固有の衛星の破片が、再び降着して形成されたラブルパイル天体だと考えられている。
デスピナの軌道はタラッサの軌道に近く、タラッサの軌道の外側であり、ルヴェリエ環のすぐ内側である。この軌道は海王星の静止軌道の下にある。そのためデスピナは潮汐力によってらせん状に軌道が減衰しており、いずれ海王星の大気に突入するか、ロッシュ限界を超えて潮汐力で粉砕され、海王星の環になると予想される。